# Karlheinz Bargholz
Karlheinz Bargholz (* 24. Oktober 1920 in Altona; † 13. September 2015 in Hamburg) war ein deutscher Architekt.

## Leben
Bargholz ging nach seiner Lehre als Kraftfahrzeughandwerker 1939 zur Ingenieurschule für Leichtbau in Hamburg Berliner Tor, erzielte den Abschluss als Ing. Grad. und arbeitete während des Zweiten Weltkriegs als Ingenieur bei der Firma Hamburger Flugzeugbau Blohm & Voss. Durch den Besuch der Abendoberschule erlangte er 1944 die höhere Reifeprüfung (Abitur). Von 1945 bis 1947 besuchte er die Hamburger Bauschule, die er 1947 als Ing. Grad. Hochbau verließ.
Seine erste Anstellung als Architekt bekam er 1947 in Hamburg bei Fritz Hermsen, er war später bei dem Hamburger Architekten und Kirchenbauer Gerhard Langmaack und danach beim Architekten Bert Orth tätig.
Seit 1950 arbeitete er selbständig als freischaffender Architekt.
Er besuchte die Universität Hamburg, wo er Philosophie und Archäologie studierte. Schließlich wurde ihm im Rahmen der Nachdiplomierung gem. § 178 Abs. 2, 3 des Hamburgischen Hochschulgesetzes der Abschluss eines Dipl.-Ing. Architekt zuerkannt.
In seiner kontinuierlichen Arbeit als freier Architekt über 55 Jahre war er an zahlreichen Architekturwettbewerben und Bauprojekten beteiligt: Wohnungsbau, Schulbau, Heime, Kindergärten und Kindertagesstätten, Handwerksbetriebe (Bäckereien), landwirtschaftliche Bauten, kleinere Industriebauten, Verwaltungsbauten, Einkaufszentrum, Umbauten und Sanierungen, Kapellen, Kirchen und Gemeindezentren.
Mit seinem Atelier war er an über 70 Sakralbauten beteiligt, darunter auch zahlreiche Sanierungen, Erweiterungen und Umgestaltungen, die aus der Zeit heraus erforderlich waren. 1955 begann er seine Tätigkeiten als anerkannter Bausachverständiger und Gutachter.

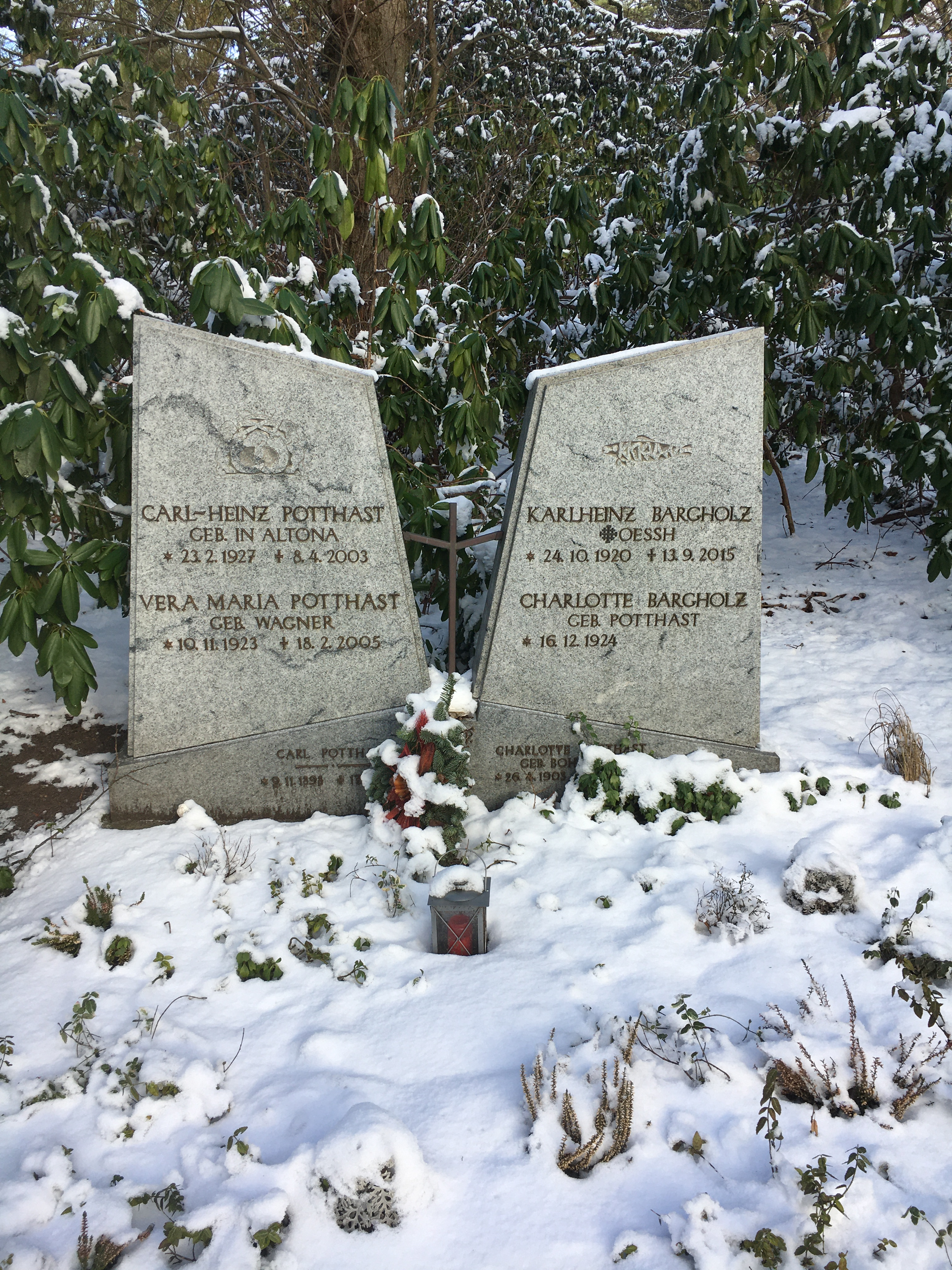
Grabstätte auf dem Friedhof Ohlsdorf

1952 wurde er Mitglied der Thomas-Gilde Hamburg, Cartell Rupert Maier und 1956 Mitglied im K.D.St.V. Wiking im CV zu Hamburg.
1960 wurde er in den Bund Deutscher Architekten (BDA) berufen, 1967 wurde er Mitglied in der neu gegründeten Hamburgischen Architektenkammer. Seit 1968 unterstützte er durch seine Mitgliedschaft die SIAC.
1960 verlagerte er seinen Lebensmittelpunkt und das Architekturbüro von Hamburg-Uhlenhorst nach Hamburg-Groß Flottbek.
2005 beendete er die aktive Berufstätigkeit und gab sein Architekturbüro auf.
Bargholz engagierte sich für zahlreiche soziale Projekte im Heiligen Land und war Mitglied im Deutschen Verein vom Heiligen Lande. 1971 wurde er von Kardinal-Großmeister Eugène Kardinal Tisserant zum Ritter des Ritterordens vom Heiligen Grab zu Jerusalem ernannt und am 4. Dezember 1971 im Kaiserdom St. Bartholomäus in Frankfurt am Main durch Lorenz Kardinal Jaeger, Großprior der deutschen Statthalterei, investiert. Er war zuletzt Offizier des Ordens.
Karlheinz Bargholz verstarb 94-jährig und wurde auf dem Friedhof Ohlsdorf beigesetzt. Die Grabstätte befindet sich im Planquadrat AF 10 nordöstlich von Kapelle 8.

## Bauten (Auswahl)
- Katholische Herz-Jesu-Kirche in Halstenbek (1955)[2]
- Katholische St.-Petrus-Kirche in Hamburg-Finkenwerder (1958)[3]
- Katholische St.-Gabriel-Kirche in Hamburg (1959–1960)
- Katholische St.-Ansgar-Kirche in Niendorf (Erweiterung 1962)
- Katholische St.-Marien-Kirche in Lüneburg (1961–1963)
- Katholische Christ-König-Kirche in Adendorf (1962–1963)
- Katholische St.-Willehad-Kirche in Bremen-Aumund (1963–1966)
- Katholische St.-Marien-Kirche in Reinfeld (Holstein) (1964–1965)[4]
- Katholische St.-Martin-Kirche in Rendsburg (1966–1967)
- Einkaufszentrum Hamburger Straße in Hamburg-Barmbek (1968–1977)[5]
- Katholische St.-Antonius-Kirche in Lohne (1971–1972)[5]
- Katholische St.-Paulus-Kirche in Tönning (1972)[6], 2020 profaniert
- Katholische St.-Klemens-Kirche mit Gemeindezentrum in Itzehoe-Edendorf (1973)
- Katholische St.-Answer-Kirche in Ratzeburg (1973)
- Katholische St.-Marien-Kirche in Glückstadt (1964)
- Gemeindezentrum Heilig Geist in Farmsen (1974–1975)
- Katholische Kirche Heilig Geist in Kropp (1975)
- Umbau und Erweiterung der katholischen St.-Ulrich-Kirche mit Gemeindezentrum in Sankt Peter-Ording (1979)
- Ukrainisch-katholische Allerheiligenkirche in Hamburg-Neugraben, Rehrstieg (1980)

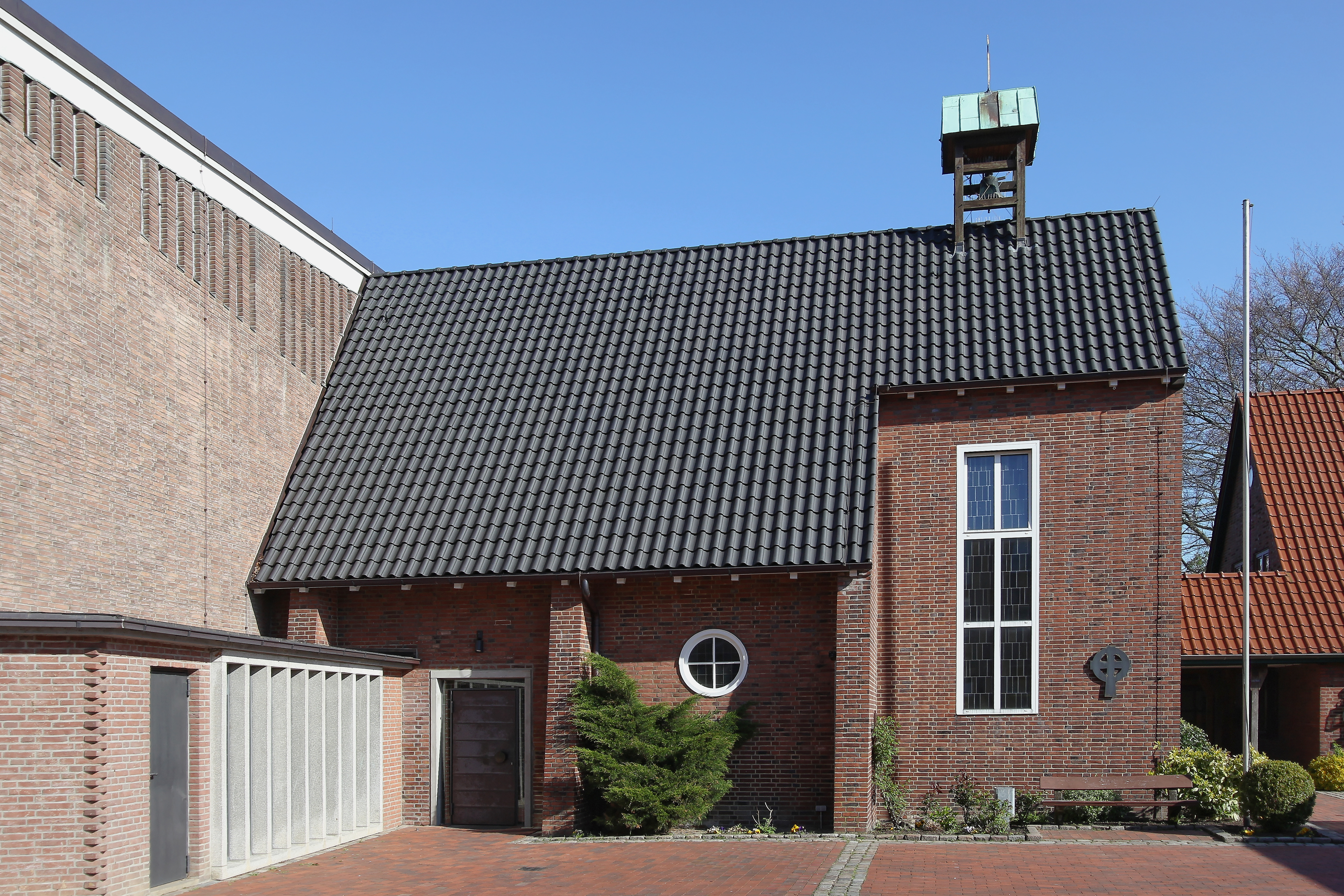
St. Ansgar in Niendorf
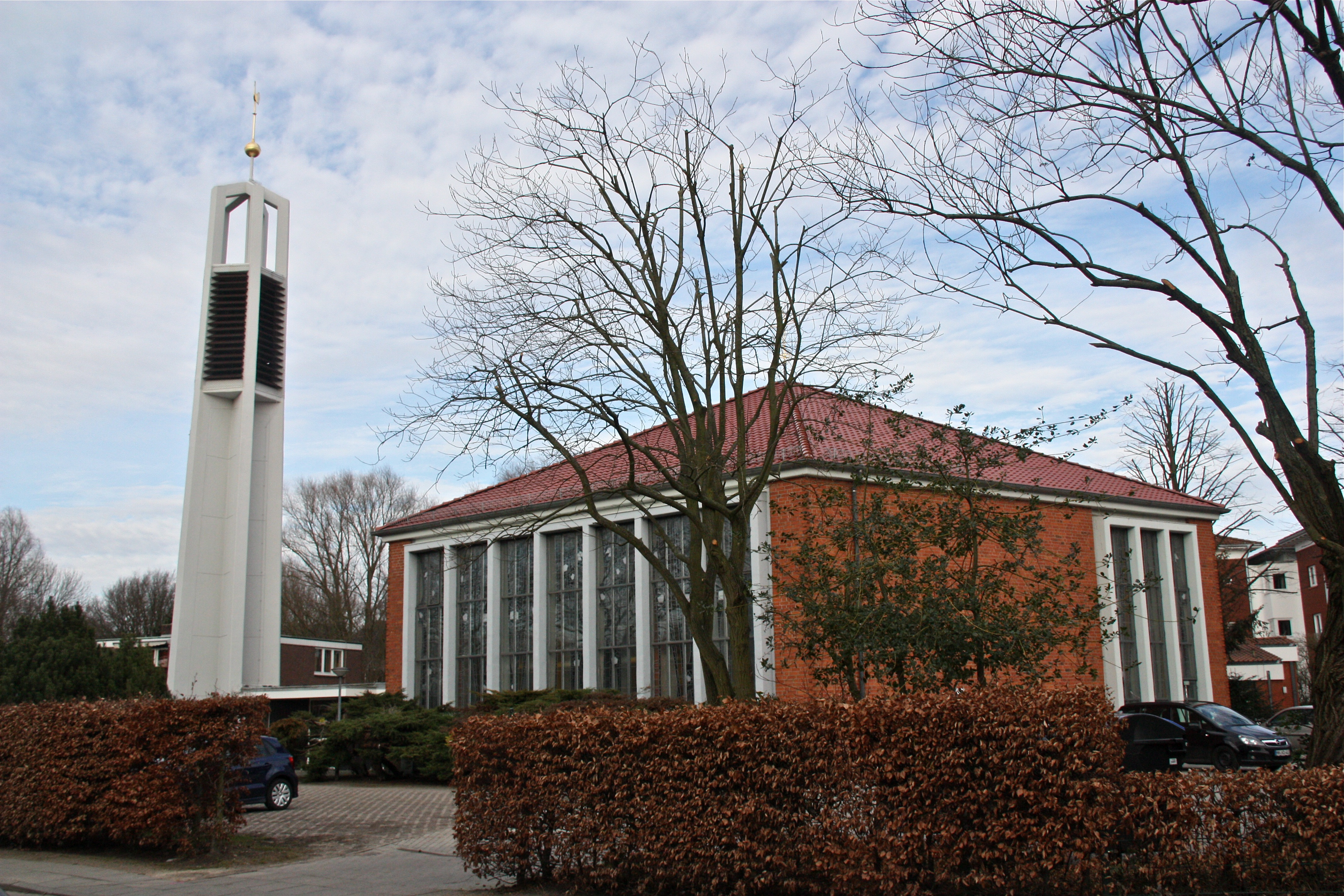
St. Gabriel in Eidelstedt
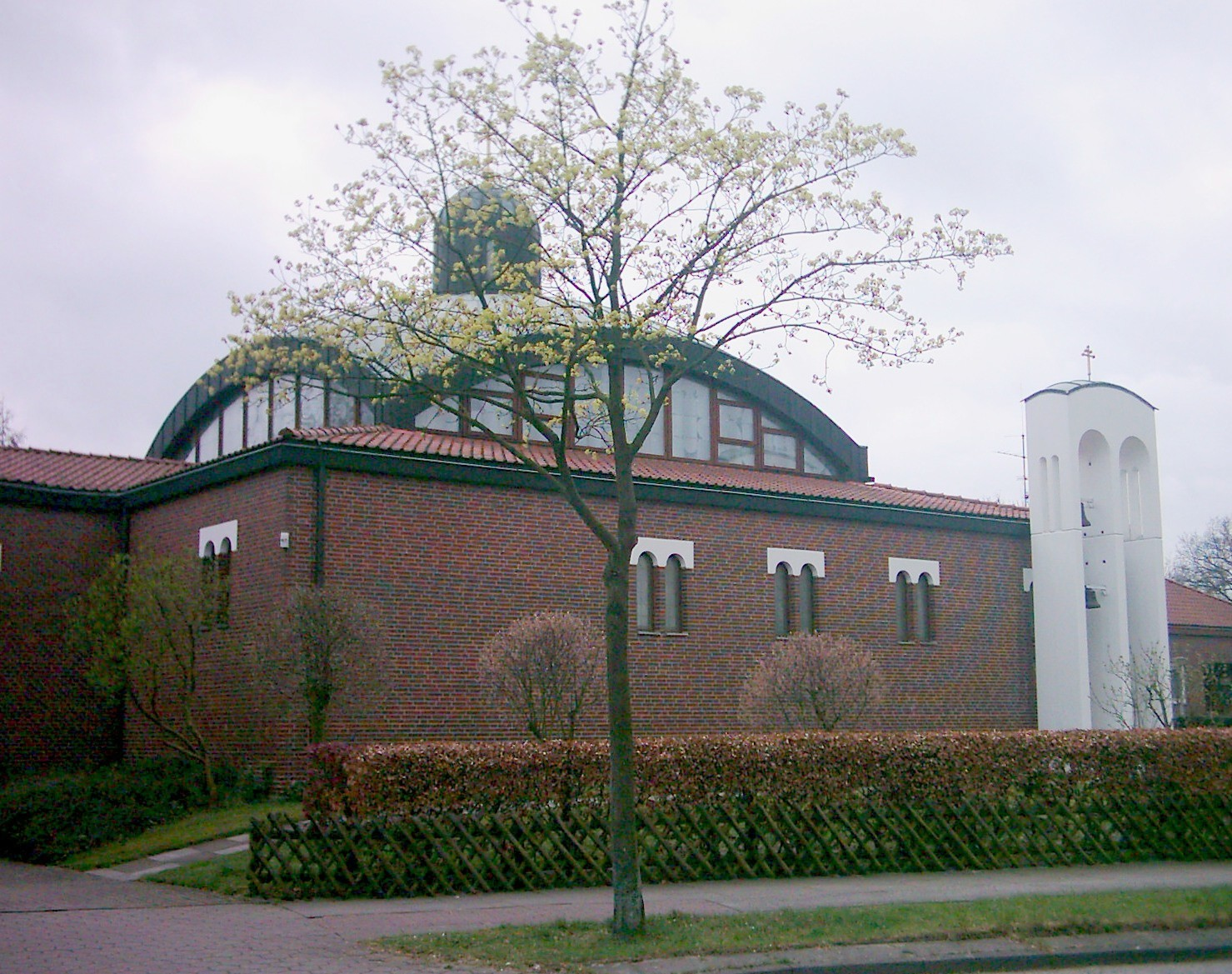
Allerheiligenkirche in Neugraben
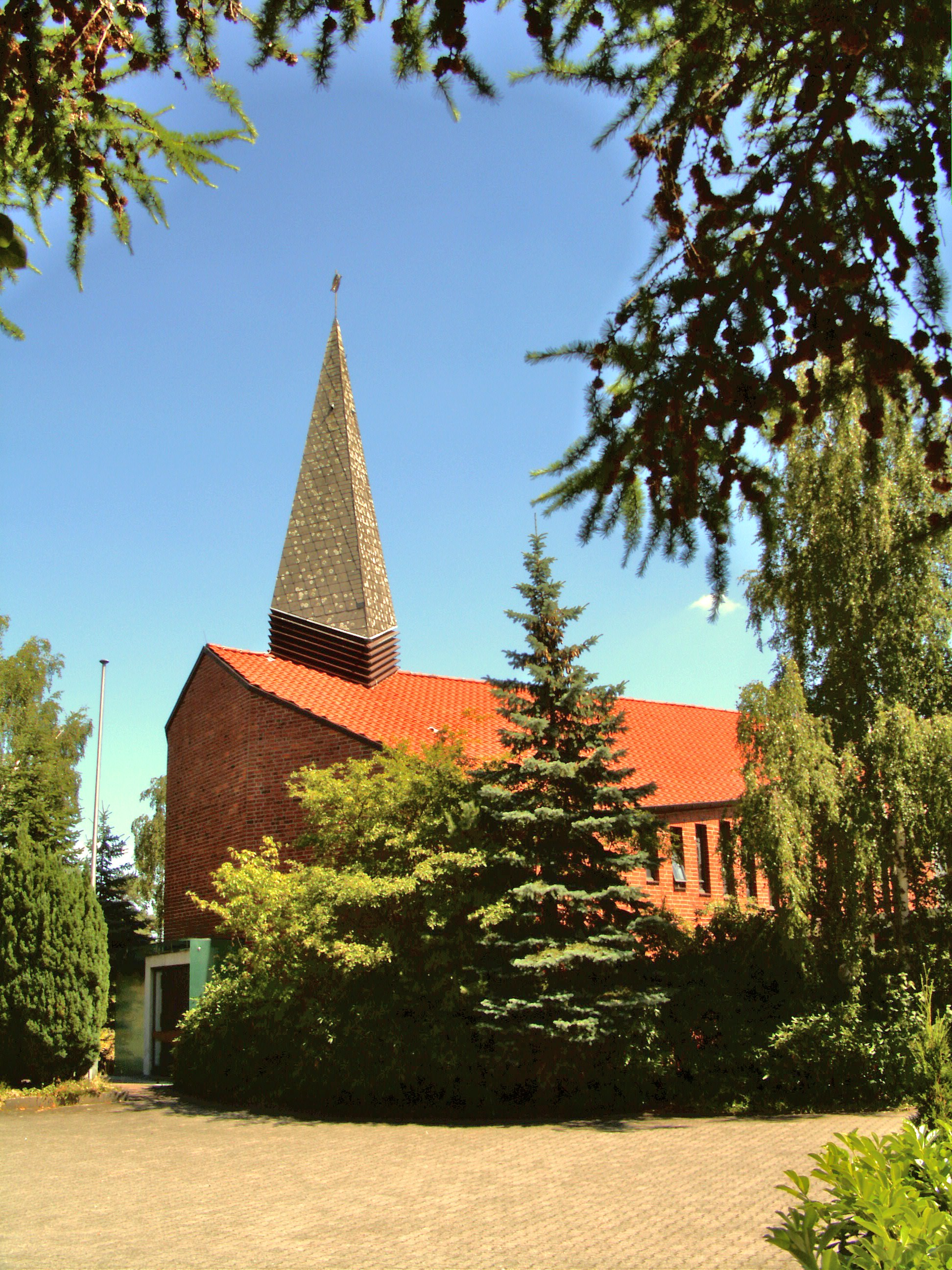
Christ-König-Kirche in Adendorf
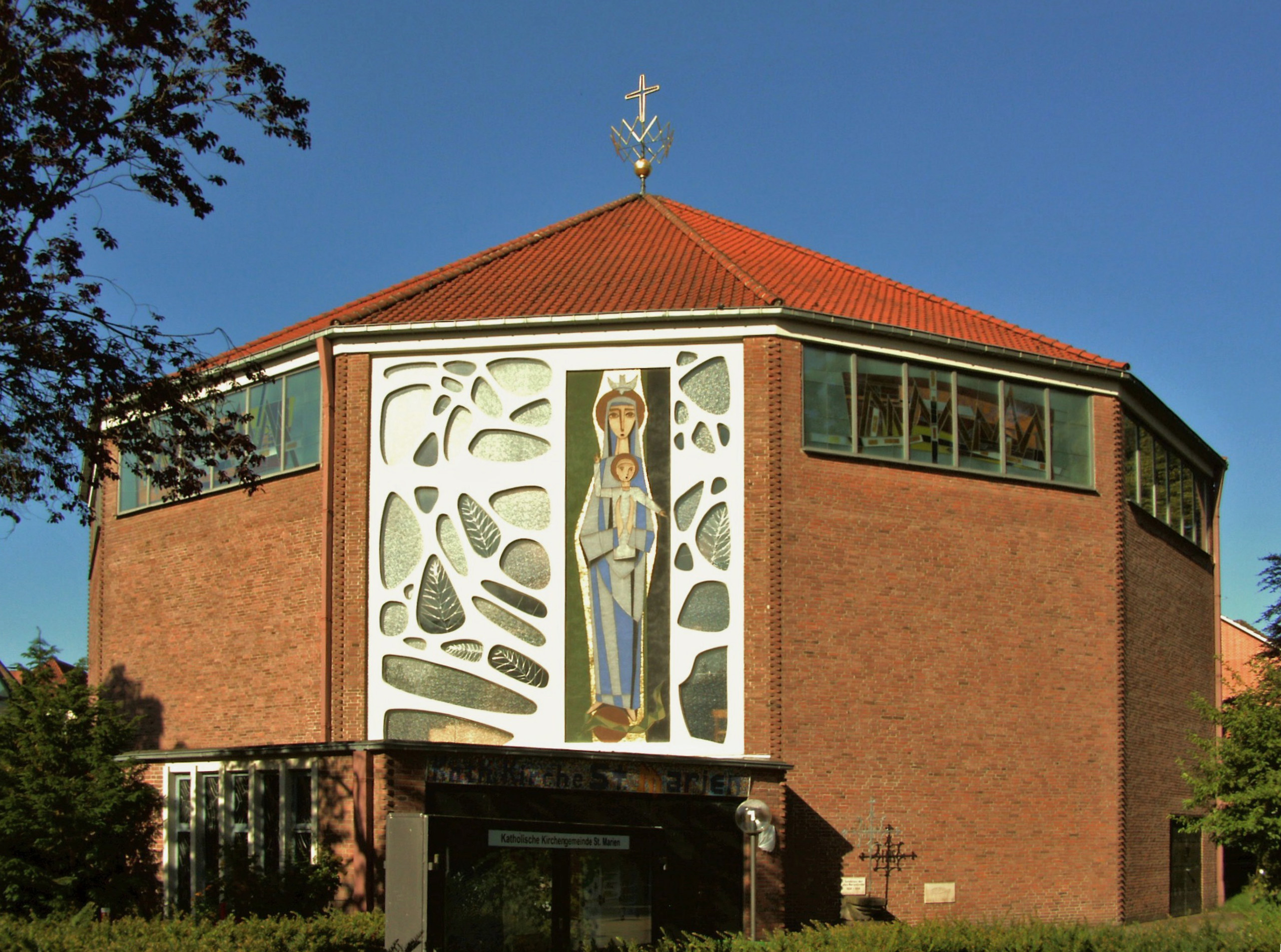
St. Marien in Lüneburg
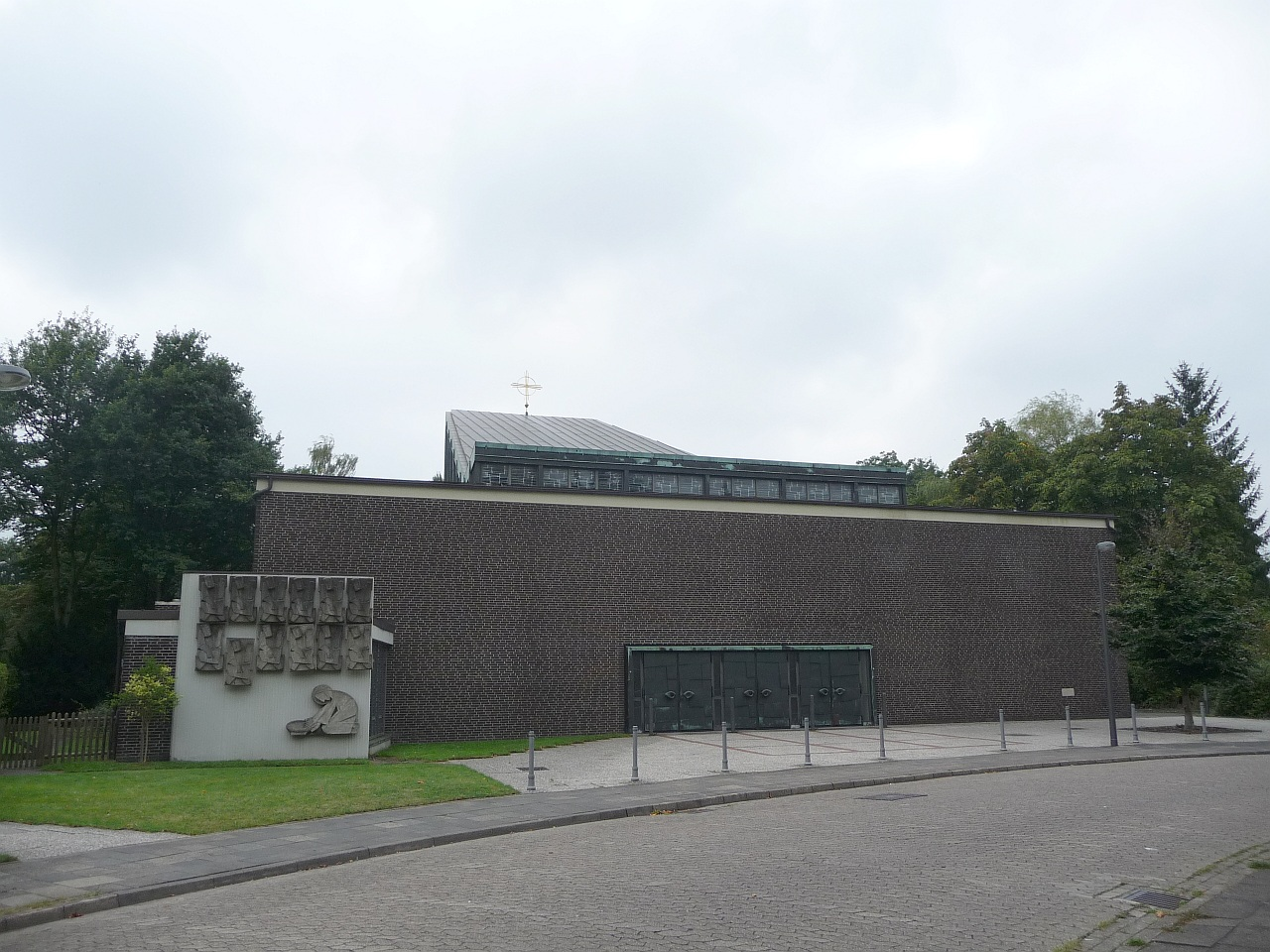
St. Willehad in Bremen
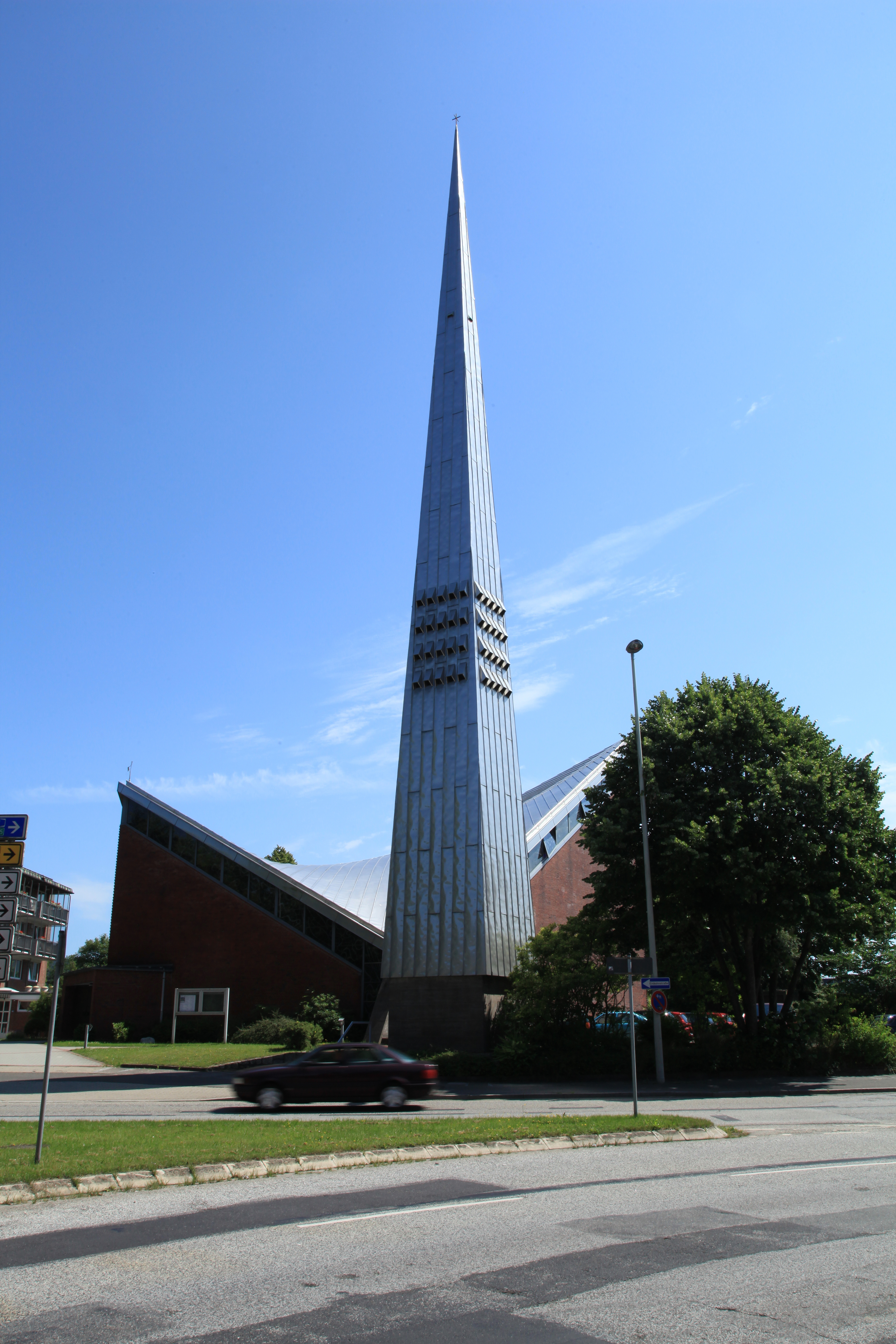
St. Martin in Rendsburg